# 卡拉干达矿工足球俱乐部
卡拉干达矿工足球俱乐部（羅馬化：Shakhtyor Futbol Kluby），哈薩克卡拉干达的一个足球俱乐部。